# Robert Lindley Murray
Robert Lindley Murray (3 de noviembre de 1892 - 17 de enero de 1970) fue jugador de tenis de los Estados Unidos destacado a fines de los años 10. Nacido en San Francisco, California, Murray logró ganar en dos ocasiones el US Championships: en 1917 derrotó en la final a Nathaniel Niles mientras que en 1918 derrotó al gran Bill Tilden, hasta el momento poco conocido. Estos campeonatos fueron los llamados "patrióticos" ya que ambos se realizaron para juntar fondos para ayudar a la Cruz Roja en su ayuda en la Primera Guerra Mundial. A pesar de su doble conquista, Murray es poco recordado ya que sus triunfos ocurrieron en una época en la que no se jugaba ningún otro torneo de Grand Slam ni tampoco series de Copa Davis debido a la guerra, por lo que el resto del mundo tenístico estaba paralizado.
Siendo zurdo, Murray se destacó por su poderoso servicio y velocidad, buscando siempre cerrar el punto en la red, donde voleaba con seguridad. Era un preferido del público debido a "su genial personalidad y cándida sonrisa", como lo describió Tilden en uno de sus libros.
Estuvo clasificado como N.º 1 de los Estados Unidos en 1918 y N.º 4 en 1916 y 1919. Se graduó de ingeniero químico en la Universidad de Stanford y trabajaba en la producción de explosivos durante la Primera Guerra Mundial y no tenía ninguna intención de participar en el US Championships de 1917. Su empleador lo convenció para que entrara y tuvo un asombroso torneo, el único que jugó en ese verano. No jugó nunca un partido de Copa Davis por su país.
Murió en Lewiston Heights, Nueva York en 1970. Ingresó al Salón Internacional de la Fama del tenis en 1958.

## Torneos de Grand Slam

### Campeón Individuales (2)
| Año  | Torneo           | Oponente en la final | Resultado       |
| 1917 | US Championships | Nathaniel Niles      | 5-7 8-6 6-3 6-3 |
| 1918 | US Championships | Bill Tilden          | 6-3 6-1 7-5     |

- Datos: Q1658725
- Multimedia: Robert Lindley Murray / Q1658725